# Padma Shri (1980–1989)
La Padma Shri est la quatrième décoration civile en importance de l'Inde. Les récipiendaires des années 1980-1989 sont :
| Année | Nom                                       | Domaine                  | État                    | Pays        |
| ----- | ----------------------------------------- | ------------------------ | ----------------------- | ----------- |
| 1981  | Padma Subramanyam                         | Arts                     | Tamil Nadu              | Inde        |
| 1981  | Bhagat Puran Singh                        | Travail social           | Punjab                  | Inde        |
| 1981  | Capt. Fakir Mohhmed Jainuddin Juvale      | Service public           | Maharashtra             | Inde        |
| 1981  | Dr Claire Marie Jeanne Vellut             | Travail social           | Tamil Nadu              | Inde        |
| 1981  | Dr Dashrath Patel                         | Arts                     | Gujarat                 | Inde        |
| 1981  | Dr Dhanwant Singh                         | Médecine                 | Punjab                  | Inde        |
| 1981  | Dr Dinkar Gangadhar Kelkar                | Sciences et génie        | Maharashtra             | Inde        |
| 1981  | Dr Gurcharan Singh Kalkat                 | Sciences et génie        |                         | États-Unis  |
| 1981  | Dr Hari Krishna Jain                      | Sciences et génie        | Delhi                   | Inde        |
| 1981  | Dr K. Vardachari Thiruvengadam            | Médecine                 | Tamil Nadu              | Inde        |
| 1981  | Dr Krishan Dutta Bharadwaj                | Littérature et éducation | Delhi                   | Inde        |
| 1981  | Dr Madav Dhanajaya Gadgil                 | Service public           | Karnataka               | Inde        |
| 1981  | Dr Pramod Karan Sethi                     | Médecine                 | Rajasthan               | Inde        |
| 1981  | Dr Vishwanath Hari Salaskar               | Travail social           | Maharashtra             | Inde        |
| 1981  | Prof. Jasbir Singh Bajaj                  | Médecine                 | Delhi                   | Inde        |
| 1981  | Prof. Ram Prataprai Punjwani              | Littérature et éducation | Maharashtra             | Inde        |
| 1981  | M. Abid Ali Khan                          | Littérature et éducation | Andhra Pradesh          | Inde        |
| 1981  | M. B.V. Karanth                           | Arts                     | Karnataka               | Inde        |
| 1981  | M. Gambhir Singh Mura                     | Arts                     | Bengale-Occidental      | Inde        |
| 1981  | M. Kunwar Singh Negi                      | Travail social           | Uttarakhand             | Inde        |
| 1981  | M. Namagiripettai K. Krishnan             | Arts                     | Tamil Nadu              | Inde        |
| 1981  | M. Sita Ram Pal                           | Travail social           | Uttar Pradesh           | Inde        |
| 1981  | M. Syed Haider Raja                       | Arts                     |                         | France      |
| 1981  | M. Vasudevan Baskaran                     | Sports                   | Tamil Nadu              | Inde        |
| 1981  | Mme Bakulaben Mohphai Patel               | Médecine                 | Gujarat                 | Inde        |
| 1981  | Mme Chubalemla AO                         | Travail social           | Nagaland                | Inde        |
| 1981  | Mme Seeta Devi                            | Arts                     | Delhi                   | Inde        |
| 1982  | Dr Chandreshwar Prasad Thakur             | Médecine                 | Bihar                   | Inde        |
| 1982  | Dr Ghanshyam Das                          | Travail social           | Assam                   | Inde        |
| 1982  | Dr Gopal Krishna Saraf                    | Médecine                 | Bengale-Occidental      | Inde        |
| 1982  | Dr Jabbar Razak Patel                     | Arts                     | Maharashtra             | Inde        |
| 1982  | Dr Krishnaswamy Kasturirangan             | Sciences et génie        | Karnataka               | Inde        |
| 1982  | Dr Niranjan Das Aggarwal                  | Médecine                 | Punjab                  | Inde        |
| 1982  | Dr Rajendra Tansukh Vyas                  | Travail social           | Maharashtra             | Inde        |
| 1982  | Dr Rajvir Singh Yadav                     | Médecine                 | Chandigarh              | Inde        |
| 1982  | Prof. Satya Prakash                       | Sciences et génie        | Gujarat                 | Inde        |
| 1982  | Prof. Sher Singh Sher                     | Littérature et éducation | Chandigarh              | Inde        |
| 1982  | Rear Francis Leslie Fraser                | Sciences et génie        | Uttarakhand             | Inde        |
| 1982  | M. Ammannur Madhava Chakyar               | Arts                     | Kerala                  | Inde        |
| 1982  | M. E.Srinivasan Parthasarthy              | Service public           | Tamil Nadu              | Inde        |
| 1982  | M. Gautam Vaghela                         | Arts                     | Maharashtra             | Inde        |
| 1982  | M. Kalimuddin Ahmed                       | Littérature et éducation | Bihar                   | Inde        |
| 1982  | M. Kapil Dev Nikhanj                      | Sports                   | Chandigarh              | Inde        |
| 1982  | M. Madhav Kashinath Dalvi                 | Travail social           | Tamil Nadu              | Inde        |
| 1982  | M. Palligarnai Thirumalai Venugopal       | Service public           |                         | États-Unis  |
| 1982  | M. Prakash Ramesh Padukone                | Sports                   | Karnataka               | Inde        |
| 1982  | M. Prem Chandra Luthar                    | Service public           | Delhi                   | Inde        |
| 1982  | M. Raghunath Vikshnu Pandit               | Littérature et éducation |                         | Allemagne   |
| 1982  | M. Ramaswamy M. Vasagam                   | Sciences et génie        | Tamilnadu               | Inde        |
| 1982  | M. Shiv Dutt Upadhyaya                    | Travail social           | Delhi                   | Inde        |
| 1982  | M. Syed M.H. Kirmani                      | Sports                   | Karnataka               | Inde        |
| 1982  | M. Vaikom Muhammad Basheer                | Littérature et éducation | Kerala                  | Inde        |
| 1982  | M. Vakkaleri Narayana Rao                 | Sciences et génie        | Karnataka               | Inde        |
| 1982  | M. Virendra Prabhakar                     | Arts                     | Delhi                   | Inde        |
| 1982  | Mme Gaura Pant Shivani                    | Littérature et éducation | Uttar Pradesh           | Inde        |
| 1982  | Mme Hajjan Allah Jilai Bai                | Arts                     | Rajasthan               | Inde        |
| 1982  | Swami Kalyan Deo                          | Travail social           | Uttar Pradesh           | Inde        |
| 1982  | Vice Nar Pati Datta                       | Service public           | Maharashtra             | Inde        |
| 1983  | Ar.V.Ma Harkrishan Lal Kapur              | Service public           | Delhi                   | Inde        |
| 1983  | Dada Shewak Bhojraj                       | Travail social           | Maharashtra             | Inde        |
| 1983  | Dr Dara Kaikhuswrao Karanjavala           | Médecine                 | Maharashtra             | Inde        |
| 1983  | Dr Dharam Veer Sachdeva                   | Médecine                 | Delhi                   | Inde        |
| 1983  | Dr K.V. S.J Peter                         | Service public           | Tamil Nadu              | Inde        |
| 1983  | Dr Narla Tata Rao                         | Service public           | Andhra Pradesh          | Inde        |
| 1983  | Dr Nekibuz Zaman                          | Médecine                 | Assam                   | Inde        |
| 1983  | Dr Purshottam Lal Wahi                    | Médecine                 | Chandigarh              | Inde        |
| 1983  | Dr R. Ganapati                            | Médecine                 | Maharashtra             | Inde        |
| 1983  | Dr Raghuvir Mitra Sharan                  | Littérature et éducation | Uttar Pradesh           | Inde        |
| 1983  | Dr Sengamedu Srinivasa Badrinath          | Médecine                 | Tamil Nadu              | Inde        |
| 1983  | Dr Shishupal Ram                          | Médecine                 | Bihar                   | Inde        |
| 1983  | Dr (Mlle) Raj Baveja                      | Médecine                 | Uttar Pradesh           | Inde        |
| 1983  | Sirkazhi S. Govindarajan                  | Arts                     | Tamil Nadu              | Inde        |
| 1983  | Miss Ahalya Chari                         | Littérature et éducation | Tamil Nadu              | Inde        |
| 1983  | Miss Geeta Zutshi                         | Sports                   | Haryana                 | Inde        |
| 1983  | Miss Manathoor Devasia Valsamma           | Sports                   | Kerala                  | Inde        |
| 1983  | Miss Pamela Cullen                        | Arts                     |                         | Royaume-Uni |
| 1983  | Prof. Attar Singh                         | Littérature et éducation | Chandigarh              | Inde        |
| 1983  | Prof. Prakash Chandra                     | Médecine                 | Delhi                   | Inde        |
| 1983  | M. Addepalli Sarvi Chetty                 | Travail social           | Andhra Pradesh          | Inde        |
| 1983  | M. Amitabha Chaudhri                      | Littérature et éducation | Bengale-Occidental      | Inde        |
| 1983  | M. Anselm Sawihlira                       | Service public           | Mizoram                 | Inde        |
| 1983  | M. Bahadur Singh Chouhan                  | Sports                   | Jharkhand               | Inde        |
| 1983  | M. Chand Ram                              | Sports                   | Haryana                 | Inde        |
| 1983  | M. Chhattra Pati Joshi                    | Service public           | Delhi                   | Inde        |
| 1983  | M. Gulam Mohammed Sheikh                  | Arts                     | Gujarat                 | Inde        |
| 1983  | M. Gulam Rusull Khan                      | Service public           | Jammu-et-Cachemire      | Inde        |
| 1983  | M. Guru Hanuman (en)                      | Sports                   | Delhi                   | Inde        |
| 1983  | M. Habib Tanvir                           | Arts                     | Delhi                   | Inde        |
| 1983  | M. Hassan Nasion Siddiquie                | Sciences et génie        | Goa                     | Inde        |
| 1983  | M. Hundraj Lial Ram Dukhayal Manik        | Littérature et éducation | Gujarat                 | Inde        |
| 1983  | M. Jivanlal Moti Lal Thakore              | Service public           | Gujarat                 | Inde        |
| 1983  | M. Kanwaljit Singh Bains                  | Service public           | Punjab                  | Inde        |
| 1983  | M. Kaur Singh                             | Sports                   | Punjab                  | Inde        |
| 1983  | M. Komal Kothari                          | Littérature et éducation | Rajasthan               | Inde        |
| 1983  | M. Liarenmayum Damu Singh                 | Sports                   | Manipur                 | Inde        |
| 1983  | M. M.P. Nachimuthu                        | Travail social           | Tamil Nadu              | Inde        |
| 1983  | M. Narain Singh Thapa                     | Arts                     | Maharashtra             | Inde        |
| 1983  | M. Nepal Mahato                           | Arts                     | Bengale-Occidental      | Inde        |
| 1983  | M. Prabhu Handel Manuel                   | Arts                     | Tamil Nadu              | Inde        |
| 1983  | M. Raghu Raj                              | Service public           | Uttar Pradesh           | Inde        |
| 1983  | M. Raghubir Singh                         | Arts                     |                         | France      |
| 1983  | M. Raghubir Singh                         | Sports                   | Rajasthan               | Inde        |
| 1983  | M. Saroj Raj Choudhury                    | Sciences et génie        | Bengale-Occidental      | Inde        |
| 1983  | M. Satpal Singh (en)                      | Sports                   | Delhi                   | Inde        |
| 1983  | M. Sobha Singh                            | Arts                     | Haryana                 | Inde        |
| 1983  | M. Vijay Amritraj                         | Sports                   | Tamil Nadu              | Inde        |
| 1983  | Mme Eliza Nelson                          | Sports                   | Maharashtra             | Inde        |
| 1983  | Mme Saliha Abid Hussain                   | Littérature et éducation | Delhi                   | Inde        |
| 1983  | Mme Sidhu Randhawa                        | Arts                     | Punjab                  | Inde        |
| 1983  | Ustad Sharafat Hussain Khan               | Arts                     | Uttar Pradesh           | Inde        |
| 1983  | sardar Sohan Singh                        | Arts                     | Punjab                  | Inde        |
| 1984  | Colonel Darshan Kumar Khullar             | Sports                   | Punjab                  | Inde        |
| 1984  | Dr (Mrs.) Basantibala Jena                | Médecine                 | Orissa                  | Inde        |
| 1984  | Dr Awadhesh Prasad Pandey                 | Médecine                 | Andhra Pradesh          | Inde        |
| 1984  | Dr Bal Krishan Goyal                      | Médecine                 | Maharashtra             | Inde        |
| 1984  | Dr Hariharan Srinivasan                   | Médecine                 | Tamil Nadu              | Inde        |
| 1984  | Dr Jai Singh Pal Yadav                    | Service public           | Delhi                   | Inde        |
| 1984  | Dr Krishna Prasad Mathur                  | Médecine                 | Delhi                   | Inde        |
| 1984  | Dr Malur Ramaswamy Srinivasan             | Sciences et génie        | Maharashtra             | Inde        |
| 1984  | Dr Mohmmed Khalilullah                    | Médecine                 | Delhi                   | Inde        |
| 1984  | Dr Mukti Prasad Goggi                     | Médecine                 | Assam                   | Inde        |
| 1984  | Dr Narayana Balakrish Nair                | Médecine                 | Kerala                  | Inde        |
| 1984  | Dr Sadhu Singh Hamdard                    | Littérature et éducation | Punjab                  | Inde        |
| 1984  | Dr Satya Pal Jagota                       | Service public           |                         | Canada      |
| 1984  | N. Rajam (en)                             | Arts                     | Uttar Pradesh           | Inde        |
| 1984  | Dr Syed Nasaar Ahmed Shah                 | Médecine                 | Jammu-et-Cachemire      | Inde        |
| 1984  | Dr Vasant Ranchod Gowarikar               | Sciences et génie        | Maharashtra             | Inde        |
| 1984  | Mlle Roshan Kumari Fakir Mohammad         | Arts                     | Maharashtra             | Inde        |
| 1984  | Miss Bachendri Pal                        | Sports                   | Uttar Pradesh           | Inde        |
| 1984  | Miss Quarratulain Hyder                   | Littérature et éducation | Uttar Pradesh           | Inde        |
| 1984  | Miss. Shanta Kalidas Gandhi               | Littérature et éducation | Maharashtra             | Inde        |
| 1984  | Prof. (M.) Vera Hingorani                 | Médecine                 | Delhi                   | Inde        |
| 1984  | Prof. Maria Renee Cura                    | Sciences et génie        |                         | Argentine   |
| 1984  | Pt. Vinay Chandra Maudglaya               | Arts                     | Delhi                   | Inde        |
| 1984  | M. Adoor Gopalakrishnan                   | Arts                     | Kerala                  | Inde        |
| 1984  | M. Amitabh Bachchan                       | Arts                     | Maharashtra             | Inde        |
| 1984  | M. Ben Kingsley                           | Arts                     |                         | Royaume-Uni |
| 1984  | M. Bhupen Khakhar                         | Arts                     | Gujarat                 | Inde        |
| 1984  | M. Charles Borromée                       | Sports                   | Bihar                   | Inde        |
| 1984  | M. Chuni Goswami                          | Sports                   | Bengale-Occidental      | Inde        |
| 1984  | M. Dharamchand Patni                      | Travail social           | Manipur                 | Inde        |
| 1984  | M. Ganapatrao Govindrao Jadhav            | Littérature et éducation | Maharashtra             | Inde        |
| 1984  | M. Hari Krishan Wattal                    | Service public           | Uttar Pradesh           | Inde        |
| 1984  | M. John Arthur King Martyn                | Littérature et éducation | Uttarakhand             | Inde        |
| 1984  | M. K. Narayanan                           | Sciences et génie        | Gujarat                 | Inde        |
| 1984  | M. Krishna Murari Tiwari                  | Service public           | Uttarakhand             | Inde        |
| 1984  | M. Kshem Suman Chandra                    | Littérature et éducation | Delhi                   | Inde        |
| 1984  | M. Mavelikara Krishnankutty Nair          | Arts                     | Kerala                  | Inde        |
| 1984  | M. Mayangnokcha AO                        | Littérature et éducation | Nagaland                | Inde        |
| 1984  | M. Mohammad Hamid Ansari                  | Service public           | Delhi                   | Inde        |
| 1984  | M. Myneni Hariprasada Rao                 | Sciences et génie        | Maharashtra             | Inde        |
| 1984  | M. Nek Chand Saini                        | Arts                     | Chandigarh              | Inde        |
| 1984  | M. Nilamber Pant                          | Sciences et génie        | Karnataka               | Inde        |
| 1984  | M. Phu Dorjee                             | Sports                   | Sikkim                  | Inde        |
| 1984  | M. Pramod Kale                            | Sciences et génie        | Gujarat                 | Inde        |
| 1984  | M. Prem Nath Dhawan                       | Travail social           | Tamil Nadu              | Inde        |
| 1984  | M. Purshottam Das Pakhawji                | Arts                     | Rajasthan               | Inde        |
| 1984  | M. Raja Reddy                             | Arts                     | Delhi                   | Inde        |
| 1984  | M. Ram Gopal Vijayavergiya                | Arts                     | Rajasthan               | Inde        |
| 1984  | M. Sayed Abdul Malik                      | Littérature et éducation | Assam                   | Inde        |
| 1984  | M. Sooranad Kunjan Pillai                 | Littérature et éducation | Kerala                  | Inde        |
| 1984  | M. Zeinulabudin Gulam Hussain Rangoonwala | Travail social           | Maharashtra             | Inde        |
| 1984  | Mme Gangâ                                 | Arts                     | Bihar                   | Inde        |
| 1984  | Mme Lakshmi Kumari Chundawat              | Littérature et éducation | Rajasthan               | Inde        |
| 1984  | Mme Omen Moyong Deori                     | Travail social           | Delhi                   | Inde        |
| 1984  | Mme Radha Reddy Reddy                     | Arts                     | Delhi                   | Inde        |
| 1985  | Dr Bharat Mishra                          | Littérature et éducation | Bihar                   | Inde        |
| 1985  | Dr Biswas Ranjan Chatterjee               | Médecine                 | Bengale-Occidental      | Inde        |
| 1985  | Dr Erasmus Lyngdoh                        | Service public           | Meghalaya               | Inde        |
| 1985  | Dr Gopal Krishna Vishwakarama             | Médecine                 | Delhi                   | Inde        |
| 1985  | Dr Madan Mohan                            | Médecine                 | Delhi                   | Inde        |
| 1985  | Dr Martanda V. Sankaran Valiathan         | Médecine                 | Kerala                  | Inde        |
| 1985  | Dr Ramniklal Kirchand Gandhi              | Médecine                 | Maharashtra             | Inde        |
| 1985  | Dr S.Srinivasa Sriramacharyulu            | Médecine                 | Delhi                   | Inde        |
| 1985  | Dr Samiran Nundy                          | Médecine                 | Delhi                   | Inde        |
| 1985  | Dr Satish Chandra Kala                    | Service public           | Uttar Pradesh           | Inde        |
| 1985  | Dr Usha Sharma                            | Médecine                 | Uttar Pradesh           | Inde        |
| 1985  | Mlle Smita Patil                          | Arts                     | Maharashtra             | Inde        |
| 1985  | Maj. Som Nath Bhaskar                     | Service public           | Karnataka               | Inde        |
| 1985  | Mme Elizabeth Brunner                     | Arts                     | Delhi                   | Inde        |
| 1985  | Mme P. T. Usha                            | Sports                   | Kerala                  | Inde        |
| 1985  | Prof. Predhiman Krishna Kaw               | Sciences et génie        | Gujarat                 | Inde        |
| 1985  | Prof. Dinamani Sridhar Kamat              | Service public           | Uttarakhand             | Inde        |
| 1985  | Prof. Syed Hasan Askari                   | Littérature et éducation | Bihar                   | Inde        |
| 1985  | M. Arvind Navranglal Buch                 | Travail social           | Gujarat                 | Inde        |
| 1985  | M. Asa Singh Mastana                      | Arts                     | Delhi                   | Inde        |
| 1985  | M. Ashangbam Minaketan Singh              | Littérature et éducation | Manipur                 | Inde        |
| 1985  | M. Bhagwat Murmu                          | Travail social           | Bihar                   | Inde        |
| 1985  | M. Chandra Mohan                          | Service public           | Chandigarh              | Inde        |
| 1985  | M. Harbans Singh Jolly                    | Service public           | Delhi                   | Inde        |
| 1985  | M. Hari Shankar Parsai                    | Littérature et éducation | Madhya Pradesh          | Inde        |
| 1985  | M. Haridas Thongram                       | Travail social           | Manipur                 | Inde        |
| 1985  | M. Jadunath Supakar                       | Trade & Industry         | Uttar Pradesh           | Inde        |
| 1985  | M. Jai Rattan Bhalla                      | Sciences et génie        | Delhi                   | Inde        |
| 1985  | M. Jamesh Dokhuma                         | Littérature et éducation | Mizoram                 | Inde        |
| 1985  | M. Jasdev Singh                           | Service public           | Delhi                   | Inde        |
| 1985  | M. Krishan Dev Bali                       | Service public           | Delhi                   | Inde        |
| 1985  | M. Laxman Pai                             | Arts                     | Goa                     | Inde        |
| 1985  | M. Namagundlu Venkata Krishnamurthy       | Service public           | Maharashtra             | Inde        |
| 1985  | M. Naseeruddin Shah                       | Arts                     | Maharashtra             | Inde        |
| 1985  | M. Om. B. Agarwal                         | Sports                   | Bengale-Occidental      | Inde        |
| 1985  | M. Palghat R. Raghu                       | Arts                     | Tamil Nadu              | Inde        |
| 1985  | M. Prabhu Dayal Garg Alias Kaka Hathrasi  | Littérature et éducation | Uttar Pradesh           | Inde        |
| 1985  | M. Ratnappa Bharamappa Kumbhar            | Travail social           | Maharashtra             | Inde        |
| 1985  | M. S.V.S. Raghavan                        | Service public           | Delhi                   | Inde        |
| 1985  | M. Shanti Dave                            | Arts                     | Gujarat                 | Inde        |
| 1985  | M. Shital Raj Mehta                       | Médecine                 | Rajasthan               | Inde        |
| 1985  | Mme Anutai Wagh                           | Travail social           | Maharashtra             | Inde        |
| 1985  | Mme Ela Ramesh Bhatt                      | Travail social           | Gujarat                 | Inde        |
| 1985  | Mme Nelly Homi Sethna                     | Trade & Industry         | Maharashtra             | Inde        |
| 1986  | Dr Abdur Rahman                           | Littérature et éducation | Delhi                   | Inde        |
| 1986  | Dr Chitra Jayant Naik                     | Littérature et éducation | Maharashtra             | Inde        |
| 1986  | Dr Santosh Kumar Kackar                   | Médecine                 | Delhi                   | Inde        |
| 1986  | Dr Somasundaram Subramanian               | Service public           | Delhi                   | Inde        |
| 1986  | Dr Viswanathan Shantha                    | Médecine                 | Tamil Nadu              | Inde        |
| 1986  | Miss Anupuama Abhyankar                   | Sports                   | Maharashtra             | Inde        |
| 1986  | Mme Mahasweta Devi                        | Travail social           | Bengale-Occidental      | Inde        |
| 1986  | Pt. Raghunath Sharma                      | Littérature et éducation | Uttar Pradesh           | Inde        |
| 1986  | M. Anil Kumar Agarwal                     | Littérature et éducation | Delhi                   | Inde        |
| 1986  | M. Anil Kumar Lakhina                     | Service public           | Maharashtra             | Inde        |
| 1986  | M. Avdesh Kaushal                         | Travail social           | Uttarakhand             | Inde        |
| 1986  | M. Binode Kanungo                         | Littérature et éducation | Orissa                  | Inde        |
| 1986  | M. Chandi Parsad Bhatt                    | Travail social           | Uttarakhand             | Inde        |
| 1986  | M. Geet M.ram Sethi                       | Sports                   | Gujarat                 | Inde        |
| 1986  | M. Gokuldas Shivaldas Ahuja               | Service public           | Maharashtra             | Inde        |
| 1986  | M. Govind Bhimachary Joshi                | Others                   | Karnataka               | Inde        |
| 1986  | M. Hisamudin Usta                         | Arts                     | Rajasthan               | Inde        |
| 1986  | M. Krishen Dev Dewan                      | Travail social           | Bihar                   | Inde        |
| 1986  | M. Mohammad Shahid                        | Sports                   | Uttar Pradesh           | Inde        |
| 1986  | M. Narayan Singh Manaklao                 | Travail social           | Rajasthan               | Inde        |
| 1986  | M. Rajkumar Singhajit Singh               | Arts                     | Delhi                   | Inde        |
| 1986  | M. Ramesh Inder Singh                     | Service public           | Delhi                   | Inde        |
| 1986  | M. S.M. Shinde @ S.B. Appegaonkar         | Arts                     | Maharashtra             | Inde        |
| 1986  | M. Sanjit (Bunker) Roy                    | Travail social           | Delhi                   | Inde        |
| 1986  | M. Sheik Nazar                            | Arts                     | Andhra Pradesh          | Inde        |
| 1986  | M. Subrata Mitra                          | Arts                     | Bengale-Occidental      | Inde        |
| 1986  | M. Swarup Krishna Rau                     | Sports                   | Delhi                   | Inde        |
| 1986  | M. Tushar Kanjilal                        | Travail social           | Bengale-Occidental      | Inde        |
| 1986  | Mme Kanika Bandyopadhyaya                 | Arts                     | Bengale-Occidental      | Inde        |
| 1986  | Mme Nuchhungi Renthlei                    | Littérature et éducation | Mizoram                 | Inde        |
| 1987  | Begam Zaffar Ali                          | Travail social           | Jammu-et-Cachemire      | Inde        |
| 1987  | Capt. Hormazdiar Jamshedi Muncherji Desai | Travail social           | Maharashtra             | Inde        |
| 1987  | Dr Vanaja Iyengar                         | Littérature et éducation | Andhra Pradesh          | Inde        |
| 1987  | Dr Daljit Singh                           | Médecine                 | Punjab                  | Inde        |
| 1987  | Dr Debiprasanna Pattanayak                | Littérature et éducation | Karnataka               | Inde        |
| 1987  | Dr Harbans Singh Wasir                    | Médecine                 | Delhi                   | Inde        |
| 1987  | Dr Natesan Ramani                         | Arts                     | Tamil Nadu              | Inde        |
| 1987  | Dr Prabhu Dayal Nigam                     | Médecine                 | Delhi                   | Inde        |
| 1987  | Dr Prem Kumar Kakar                       | Médecine                 | Delhi                   | Inde        |
| 1987  | Dr Ramadas Panemangalore Shenoy           | Sciences et génie        | Karnataka               | Inde        |
| 1987  | Dr Saroj Kumar Gupta                      | Médecine                 | Bengale-Occidental      | Inde        |
| 1987  | Miss Bhagyashree Vasanthrao Sathe         | Sports                   | Maharashtra             | Inde        |
| 1987  | Prof. Nazir Ahmed                         | Littérature et éducation | Uttar Pradesh           | Inde        |
| 1987  | Prof. Paranandi Venkata Suryanarayana Rao | Sciences et génie        | Maharashtra             | Inde        |
| 1987  | M. Abdus Sattar                           | Littérature et éducation | Assam                   | Inde        |
| 1987  | M. Badri Narayan                          | Littérature et éducation | Maharashtra             | Inde        |
| 1987  | M. Dilip Balwant Vengsarkar               | Sports                   | Maharashtra             | Inde        |
| 1987  | M. Gurbachan Jagat                        | Service public           | Delhi                   | Inde        |
| 1987  | M. Harangaia                              | Travail social           | Mizoram                 | Inde        |
| 1987  | M. Joginder Paul Birdi                    | Service public           | Punjab                  | Inde        |
| 1987  | M. Kailasam Balachander                   | Arts                     | Tamil Nadu              | Inde        |
| 1987  | M. Kartar Singh                           | Service public           | Punjab                  | Inde        |
| 1987  | M. Khelchandra Singh Ningthoukh Ongjam    | Littérature et éducation | Manipur                 | Inde        |
| 1987  | M. Mohd. Izhar Alam                       | Service public           | Bihar                   | Inde        |
| 1987  | M. Naresh Sohal (en)                      | Arts                     |                         | Royaume-Uni |
| 1987  | M. Sant Singh Sekhon                      | Littérature et éducation | Punjab                  | Inde        |
| 1987  | M. Vaidya Amar Nath Shastri               | Médecine                 | Chandigarh              | Inde        |
| 1987  | Mme Aparna Sen                            | Arts                     | Bengale-Occidental      | Inde        |
| 1987  | Mme Jaya Arunachalam                      | Travail social           | Tamil Nadu              | Inde        |
| 1987  | Mme Khawl Kungi                           | Littérature et éducation | Mizoram                 | Inde        |
| 1987  | Mme Kumudini Lakhia                       | Arts                     | Gujarat                 | Inde        |
| 1987  | Mme Vijay Farrokh Mehta                   | Arts                     | Maharashtra             | Inde        |
| 1988  | Col. Darshan Singh Vohra                  | Travail social           | Chandigarh              | Inde        |
| 1988  | Dr Karimpumannil Mathai George            | Littérature et éducation | Kerala                  | Inde        |
| 1988  | Dr Vidya Niwas Misra                      | Littérature et éducation | Uttar Pradesh           | Inde        |
| 1988  | Dr Vithalbhai Chhotabhai Patel            | Médecine                 | Gujarat                 | Inde        |
| 1988  | Prof. Nissim Ezekiel                      | Littérature et éducation | Maharashtra             | Inde        |
| 1988  | Sardar Kudrat Singh                       | Arts                     | Rajasthan               | Inde        |
| 1988  | M. Ali Jawad Zaidi                        | Littérature et éducation | Uttar Pradesh           | Inde        |
| 1988  | M. Avinder Singh Brar                     | Service public           | Punjab                  | Inde        |
| 1988  | M. Bikash Bhattacharjee                   | Arts                     | Bengale-Occidental      | Inde        |
| 1988  | M. Chaman Lal                             | Service public           | Delhi                   | Inde        |
| 1988  | M. Jadeng Buana                           | Travail social           | Mizoram                 | Inde        |
| 1988  | M. Jitendra Bhikaji Abhihsheki            | Arts                     | Maharashtra             | Inde        |
| 1988  | M. Madaram Brahma                         | Littérature et éducation | Assam                   | Inde        |
| 1988  | M. Mario De Miranda                       | Littérature et éducation | Maharashtra             | Inde        |
| 1988  | M. Mohammed Azharuddin                    | Sports                   | Andhra Pradesh          | Inde        |
| 1988  | M. Ramanatha Venkata Ramani               | Sciences et génie        | Tamil Nadu              | Inde        |
| 1988  | M. Sarbdeep Singh Virk                    | Service public           | Punjab                  | Inde        |
| 1988  | M. Shivanarayan Motilal Rathi             | Trade & Industry         | Maharashtra             | Inde        |
| 1988  | M. Sudarshan Sahoo                        | Arts                     | Orissa                  | Inde        |
| 1988  | M. U. Kasiviswanatha Sivaraman            | Arts                     | Tamil Nadu              | Inde        |
| 1988  | M. Valmiki Choudhary                      | Public Affairs           | Delhi                   | Inde        |
| 1988  | M. Viswanathan Anand                      | Sports                   | Tamil Nadu              | Inde        |
| 1988  | M. Zakir Hussain                          | Arts                     |                         | États-Unis  |
| 1988  | Mme Chindodi Leela                        | Arts                     | Karnataka               | Inde        |
| 1988  | Mme Shabana Azmi                          | Arts                     | Maharashtra             | Inde        |
| 1988  | Mme Sudharani Raghupathy                  | Arts                     | Tamil Nadu              | Inde        |
| 1988  | Mme Teejan Bai                            | Arts                     | Madhya Pradesh          | Inde        |
| 1989  | Dr Saroj Ghose                            | Sciences et génie        | Bengale-Occidental      | Inde        |
| 1989  | Dr Barsane Lal Chaturvedi                 | Littérature et éducation | Delhi                   | Inde        |
| 1989  | Dr Kalim Ahmed Ajiz                       | Littérature et éducation | Bihar                   | Inde        |
| 1989  | Dr L. Subramaniam                         | Arts                     | Tamil Nadu              | Inde        |
| 1989  | Dr Palle Ramarao                          | Sciences et génie        | Andhra Pradesh          | Inde        |
| 1989  | Mlle Kiran Mazumdar                       | Trade & Industry         | Karnataka               | Inde        |
| 1989  | Prof. Shiv Raj Kumar Malik                | Médecine                 | Delhi                   | Inde        |
| 1989  | Prof. V. Venkatachalam                    | Littérature et éducation | Uttar Pradesh           | Inde        |
| 1989  | M. Adyar K. Lakshman                      | Arts                     | Tamil Nadu              | Inde        |
| 1989  | M. Edward Kutchat                         | Travail social           | Îles Andaman-et-Nicobar | Inde        |
| 1989  | M. Haku Vajubhai Shah                     | Arts                     | Gujarat                 | Inde        |
| 1989  | M. Kanwar Pal Singh Gill                  | Service public           | Chandigarh              | Inde        |
| 1989  | M. Mag Raj Khangarmal Jain                | Travail social           | Rajasthan               | Inde        |
| 1989  | M. Moti Lal Razdan Saqi                   | Littérature et éducation | Jammu-et-Cachemire      | Inde        |
| 1989  | M. Nima Namgyal Lama                      | Service public           | Bengale-Occidental      | Inde        |
| 1989  | M. Ratan Thiyam                           | Arts                     | Manipur                 | Inde        |
| 1989  | M. Rong Bong Terang                       | Littérature et éducation | Assam                   | Inde        |
| 1989  | M. Sarabjit Singh                         | Service public           | Punjab                  | Inde        |
| 1989  | M. Shamsuddin Sheikh                      | Arts                     | Uttar Pradesh           | Inde        |
| 1989  | M. Upendra Jethalal Trivedi               | Arts                     | Gujarat                 | Inde        |
| 1989  | M. Ved Prakash Marwah                     | Service public           | Delhi                   | Inde        |
| 1989  | M. Vedaratnam Appakutti                   | Travail social           | Tamil Nadu              | Inde        |
| 1989  | Mme Anita Desai                           | Littérature et éducation | Delhi                   | Inde        |
| 1989  | Mme Krishnammal Jagannathan (en)          | Travail social           | Tamil Nadu              | Inde        |
| 1989  | Mme Lila Firoz Poonawalia                 | Trade & Industry         | Maharashtra             | Inde        |
| 1989  | Mme Mithu Alur (en)                       | Travail social           | Maharashtra             | Inde        |
| 1989  | Mme Rajmohini Devi                        | Travail social           | Madhya Pradesh          | Inde        |